# Claude Hêche
Pour les articles homonymes, voir Heche.
Claude Hêche est un homme politique suisse du canton du Jura, né le 20 décembre 1952 à Porrentruy, membre du Parti socialiste jurassien.

## Biographie
Technicien en génie civil, Claude Hêche siège au Gouvernement jurassien de 1995 à 2007 au département de la santé, des affaires sociales et de la police. Auparavant, il a été maire de Courroux et député au Parlement jurassien. 
Il esté élu au Conseil des États lors des élections fédérales suisses de 2007. Il est par la suite réélu en 2011 en arrivant meilleur élu du canton.
Il est nommé président du Conseil des États pour 2015 et devient ainsi le premier Jurassien à le présider.